# ذا زويا فاكتور (فلم)
ذا زويا فاكتور (بالإنجليزية:The Zoya Factor) هو فيلم كوميدي رومانسي هندي لعام 2019 من إخراج أبهيشيك شارما وإنتاج فوكس ستوديوز وبوجا شيتي وأارتي شيتي. بطولة سونام كابور أهوجا ودولكر سلمان.  الفيلم مبنى عبى رواية أنوجا تشوهان لعام 2008 التي تحمل نفس الاسم ، والتي تتبع قصة فتاة ، زويا سولانكي ، التي أصبحت تجلب الحظ لفريق الكريكيت الهندي خلال كأس العالم للكريكيت 2011 ، وفريق الكابتن نيخيل خودا الذي لا يؤمن بالحظ والخرافات.

## الطاقم
سونام كابور أهوجا في دور زويا سينغ سولانكي خودا ، مديرة إعلانات.
دولكر سلمان في دور نيخيل خودا كابتن فريق الكريكيت الهندي ، زوج زويا.

## روابط خارجية
- مقالات تستعمل روابط فنية بلا صلة مع ويكي بيانات